# Terapija umetnošću i zdravstvena zaštita
Terapija umetnošću i zdravstvena zaštita ogledaju se u tome što ona na jedan od najboljih načina može da omogući nekoj osobi da iskusi novi osećaj kontrole i veština i podstakne pozitivni psihološki i klinički ishod, psihičkih patnji, a zdravstvenoj zaštiti bolji, funkcionalniji sadržajniji i humaniji rad. Dok bavljenje likovnom umetnošću kod lekara razvija takav medicinski pristup bolesniku, koji podstiče kreativno preispitivanje, rasuđivanje i zauzimanje različitih perspektiva što je često od presudne važnosti za pravilno postavljanje dijagnoze vizuelizacijom bolesnika.
Psihoneurolozi su istraživanjem zaključili da umetničko delo, kod posmatrača ili autora tog dela, stvara pozitivne emocije, i osećaj da oni imaju kontrolu nad svojim organizmom, što stimuliše mozak da šalje imunološkom sistmu signal za proizvodnju novih imunoloških ćelija - limfocita koji učestvuju u obrani organizma od mnogih bolesti.

## Opšta razmatranja
Umetničko stvaralaštvo vekovima je poboljšavalo raspoloženje kroz katarzu ili kroz preusmeravanje, i to jednako važi za umetnike profesionalce ali i za amatere. Ljudima je oduvek pomagalo, u teškim uslovima (emocionalna bol, koncentracioni logori, ratovi) bavljenje likovnim stvaralaštvom.
Kreiranje pozitivnih slika u neugodnoj realnosti, kao i usmeravanje na pozitivne emocije, može poslužiti kao način popravljanja stalne negativne emocije. Slikanje – ili fantaziranje kroz umetnost dozvoljava umetniku da pobegne u ugodniju fiktivnu situaciju i pozitivno je kao sredstvo za popravljanja lošeg raspoloženja. Ljudi koji slikaju nešto „srećno“ mogu kratkoročno kroz likovno stvaralaštvo popraviti sopstveno raspoloženje, i time smanjiti paihičku i emocionalnu napetost.
Osećanja su onaj neophodni element koji čoveka, ali i umetnost, čini zaista živim, jer kroz transponоvаnje u materijal, muziku, igru, svojih osećanja i aktuelnih razmišljanja o svetu koji ga okružuje, pacijent može preneti u delo najsuptilnija i najdublja osećanja, koja ne izlaze tako lako iz njegove glave na površinu – tako on pronalazi neki novi oblik prikazivanja osećanja, koji ga ujedno štiti, koliko mora i otkriva, koliko može.

### Dobre strane terapije umetnošću
Dobre strane terapije umetnošću mogu se iskazati korz nekoliko ključnih stavova:
- Stvoreno umetničko delo je trajno, ne menja se, nije podložno uticaju zaborava.
- Simboli otklanjaju inhibicije, bude potisnuta sećanja, reprezentuju ciljeve u budućnosti.
- Metafora ima sposobnost da izazove emocionalnu komponentu koja se obično štiti.
- Umetnost formira neverbalno mišljenje, koje nije lako pretočiti u reči.
- Savremena kultura postaje sve više bazirana na vizuelnom, što podstiče razvoj holističke inteligencije.

## Početni otpori i njihovo savladavanje
Svaka psihoterapija u početku podrazumeva rad sa otporima, a onise , kako reče Frojd, „menjaju kao kameleon oblike u kojima se ispoljavaju”. Mnogi nisu svesni koliko su jake njihove odbrane, koliko su visoki nevidljivi zidovi koje su oko sebe podigli,  i koji im smanjuju mogućnost bliskosti i komunikacije sa drugima.
Neki bolesnici beže u apstraktno, intelektualizaciju i udaljavanje od praktičnih problema i bolnih osećanja, što privremeno može smanjiti napetost ali ne doprinosi rešavanju konflikata, ili se ponašaju detinjasto i odbijaju da preuzmu odgovornost, postaju zavisni od drugih.
Ponekad se koriste mehanizmi idealizacije, ulepšavanja svega i negiranja onoga što im smeta jer nedostaje tolerancija na neprijatnost.
Kada se prepoznaju otpori i na pravi način rastumače, prelazii se na probleme koji pacijenta opterećuju. Tada uz pomoć umetnosti dolazi do prorađivanja stresova, potisnutih trauma, isplivavanja nerešenih konflikata.

## Oblici terapije umetnošću
Umetnost i medicina mogu se ispoljavati kroz sledeće izrazajne oblasti: 
- dramsku,
- likovnu
- muzičku
- plesnu
- igru
- filmsku, zasnovanu na video terapiji.[5][6][7][8]

## Dramska terapija
Dramska terapija je oblik psihoterapije koja koristi dramu/pozorište u cilju ublažavanja simptoma bolesti i poremećaja, emotivne i psihičke integracije ili razvoja ličnosti. Ona pomaže čoveku da doživi emotivnu katarzu posmatranjem različitih dramskih uloga kroz prizmu vlastitih životnih iskustava. Gledajući tuđu psihodramu, polako i neosetno osoba uplovljava u nju, poistovjećujući se s njenim akterima, plačući, smejući se i ljuteći se u sebi zajedno s njima ili zajedno s njima traži puteve izlaska iz „slepih ulica”, u kojima su bili zaglavljeni, bolesšću ili svojim okruženjem.
Dramska terapija je zanimljiv način rada sa pacijentima ili na sebi, kojom mnogo dobiju ne samo psihijatrijski bolesniici već i oni koji se u određenom trenutku nisu spremni izložiti njenim „blagodetima”.
Psihodrama je oblik ekspresivne (izražajne) psihoterapije u kojoj se pacijenti podstiču da prihvate sebe i kreiraju nove veštine, pa i čitavo novo socijalno okruženje i upotpune svoje postupke kroz dramatizaciju i igranje uloga.
U psihodrami pacijenti mogu odigravati najrazličitije scene od aktuelno problematičnih, onih koje su se desile nekada davno, nedovršene ili one koje bi voleli da su se dogodile, fantazije, ili pripreme za buduće rizične situacije. U njoj onine često ne predstavljaju konkretne događaje, već mogu biti i ekranizacija nekih unutranjih mentalnih procesa.
Pošto se najčešće odvija u grupi, druge uloge mogu igrati drugi ili neživi objekti, a pacijent se podstiče da istraži situaciju iz ugla mnogobrojnih uloga. Važan deo ovog procesa su analize koje se odvijaju unutar grupe, nakon same dramatizacije.
Psihodrama je izuzetno dinamična, angažuje čitavu osobu, bez obzira na uzrast i pol, i da li ona postavlja svoju scenu ili učestvuje u sceni nekog drugog. Utisci koji se događaju tokom same dramatizacije povezane su sa konkretnom scenom i praćeni su dubokim uvidima i novim utiscima koji nastaju nakon analize drame koja se odigrala.
Ovde često pacijent možete čuti poruku „ne pričaj o tome, pokaži nam to”, ako se radi o osobi kojima više odgovaraju grupne terapije pune dinamike, kako verbalnih tako i neverbalnih ispoljavanja, kao i za one kojima odgovara dramski izraz.
Za psihodramu nisu potrebne nikakve dramske i glumačke sposobnosti, niti se one mogu usavršiti njome. Ovo je metoda kojom treba da se istražuje sopstvena uloga i odnos sa drugima, kao i onoj unutar ljudi. Isključivo je vezana za psihoterapijski proces tako da su joj i ciljevi u skladu sa njim.

## Terapija likovnom umetnošču
Tokom poslednjih godina postoji sve veće razumevanje uticaja umetnosti na zdravlje i opštu mentalnu dobrobit društva. Dopunjavanjem lekova i nege, umetnošću može poboljšati zdravlje ljudi koji doživljavaju mentalne ili fizičke zdravstvene probleme. Angažovanjem pojedinaca da se bave likovnom umetnošću pomaže pojedincima ne samo da promovišu svoje zdravlje, već i da spreče pojavu bolesti i time ostvare lično i porodično blagostanje.
Umetnost može poboljšati i uslove u sredini (bolnice sanatorijumi, banje, itd) u kojoj se organizovano sprovodi zdravstvena zaštita i time pomaže ne samo u uspešnijem lečenju bolesnicika već pomaže medicinskom osoblju da očuva svoj dalji profesionalni razvoj i mentalno zdravlje.
Postoji mnogo različitih načina na koji se uloga umjetnosti u medicini opisuje, kao umetnost u zdravlju, umetnost za zdravlje, umetnost i zdravlje, itd. Ali u suštini oni se tiču efekta koji aktivno angažovani mogu imati pozitivan uticaj na zdravlje i blagostanje pojedinaca i zajednica. Kako su istraživnja i rad u ovoj oblasti posljednjih godina intenzivirani, tako je razumevanje i merenje njegovog uticaja poraslo i sada postoji veliki broj akademika širom sveta koji istražuju uticaj koji umetnosti ima na zdravlje.
Nakon jednog od tih istraživanja nastala je knjiga koja je objedinila nekoliko istraživanja pozitivnih efekata likovne umetnosti na zdravlje ljudi. U njoj su između ostalog navedeni neki od sledećih specifičnih pozitivnih medicinskih učinaka likovne umetnosti:
- pozitivan učinak boja i dizajna u terapijskoj sobi na pacijente i osoblje,
- primena zidnih murala za smanjivanje uznemirenosti pacijenata sa demencijom,
- obučavanje mentalno obolelih likovnom stvaralaštvu, jer delotvorno i pozitivno deluje na psihu i omogućava bolje izražavanje i pozitivno utiče na ponašanje,
- uvođenje likovnog obrazovanja u edukaciju budućih lekara i neurohirurga i estetskih hirurga rezultuje boljim crtačkim i slikarskim sposobnostima i trodimenzionalnim razmišljanjem, što je izuzetno važno u neurohirurgiji, plastičnoj i rekonstruktivnoj hirurgiji.

## Terapija plesom i pokretom
Prema osnovnim pretpostavkama psihoterapije pokretom i plesom,  se zasniva na telesnim pokretima koji odražavaju emocionalno stanje pojedinca, a promene obrazaca kretanja dovode do promena u psihosocijalnom iskustvu.
Obredna i simbolička primena plesa korištena je već u prapočetku ljudske civilizacije, tokom različitih istorijskih razdoblja, pa sve do današnjih dana u okviru verskih, isceliteljskih i socijalnih ceremonija. Takođe, tokom 20. veka određeni su psihološki pravci u razmatranje čovekovog ponašanja, koji su uključili i telesnu komponentu. Tako, na primjer radovi Frojoda, Adlera, Reicha i Junga ukazuju na važnost telesnog izražavanja i telesnih impulsa. U tom smislu Jung je razvio i tehnike „aktivne imaginacije“  u kojima je koristio materijal iz snova i umetnički proces („plesanje jednog sna“ ) da bi posredovao i izrazio simbolične informacije iz nesvesnog.
Kao zasebni psihoterapijski pristup terapija pokretom i plesom razvijala se postepeno, a njenim začetnicama se smatraju Marion Chace i Mary Starks Whitehouse, koji su 40-tih godina 20. veka u SAD-u započele terapijsku primenu pokreta i plesa u okviru psihijatrijskog lečenja.
U savremenoj terapijskoj praksi terapija pokretom i plesom primenjuje se kao samostalna ili komplementarna metoda u prevenciji i lečenju različitih psihofizičkih i psihosocijalnih poremećaja.

## Muzička terapija
Muzička terapije, kao oblik ekspresivne (izražajne) terapije na neposredan način spaja iskustvo muzičke umetnosti i različitih medicinskih terapijskih oblika.

## Terapija igrom
Terapija igrom omogućava pacijentu da kroz poznavanje mogućnosti pokreta, plesa, empatije i kinestezije, ostvari bolju interakciju i komunikaciju u društvenom i ličnom životu, i lakše prevaziđe narušeno psihičko stanje.
Ovaj oblik psihoterapije koristi igru za komunikaciju i pomoć ljudima, a posebno deci, sa ciljem da sprečava ili rešava psihosocijalne izazove. Jer se smatra da ona može pomoći u poboljšanju socijalne integracije, rasta i razvoja, emocionalne modulacije i rezolucije traume.
Ova vrsta terapija se takođe može koristiti kao alat za postavljanje dijagnoze. Terapeut tokom igre posmatra klijenta, ili dete koje se igra s igračkama (kućama za igru, kućnim ljubimcima, lutkama itd.) da bi se utvrdio uzrok naršenog ponašanja.
Objekti i obrasci igre, kao i spremnost za interakciju s terapeutom, mogu se koristiti i za razumevanje osnovnog razloga ponašanja kako unutar tako i izvan terapije. Međutim, treba uzeti u obzir i sve činjenice prilikom korišćenja terapije igrom za procenu i/ili dijagnostiku.

## Filmska terapija
Filmska terapija zaniva se na upotrebi filmskih sadržaja da se dopuni psihološka terapija. Psihologija i kinematografija koje se spajaju u filmskoj terapiji, zapravo su se istovremeno pojavile krajem 19. veka.
Ona uključujei gledanje filmova, kratkih scena ili kratkih filmova i njihovu naknadnu analizu kao domaći zadatak ili u ordinaciji profesionalca koji se bave ovom vrstom terapije. Koristi se kao jedno od sredstava ili sredstvo koje može pomoći osobi, između ostalog, u razmišljanju o različitim aspektima života.
Pacijentu se u sklopu ove terapije predlaže gledanje filmova ili scena koje smatraju prikladnim za svaki slučaj kako bi se osoba mogla poistovetiti ili prepoznati neki svoj aspekt života i što je dovodi u stanje daljeg razmišljanja. Tako se umesto drugih aktivnosti ili alata, ova aktivnost aktivnost propisuju kao metoda za pojačavanje i ubrzanje efikasnosti terapijskog procesa.

## Efekti umetnosti na zdravlje osoba trećeg životnog doba
Bavljenje likovnim stvaralaštvom donosi dobrobiti ljudima treće životne dobi. U jednom istraživanju, grupa ljudi između 65 i 100 godina uključena u raznovrsne umetničke programe, nakon godinu dana pohađanja likovnih programa pokazala je bolje zdravlje, manje se obraćala lekaru za pomoć i upotrebljavala manje lekova od vršnjaka koji nisu bili u ovom programu. Kod ovih ispatanika smanjilo se stanja depresije, usamljenosti i pada morala.

## Efekti umetnosti na veću uspešnost lekara
Principi jedne oblasti, poput likovne umetnosti, koja se čini toliko udaljenom od medicine, mogu uspešno biti primenjeni i koriščeni kako bi se poboljšale kliničke veštine i sveukupni profesionalni razvoj studenata medicine - budućih lekra, pokazalo je nekoliko istraživanja. Naime nedavno je dokazano da način na koji lekar posmatra pacijenta, čuvenom veštinom inspekcije — postupak u medicini kojim se kod bolesnika traže i utvrđuju objektivni (fizikalni) znaci bolesti, a zasniva na fizikalnom pregledu – uporednom posmatranju pojedinih delova tela i tela u celini, neposrednim vizuelnim pregledom. Inspekcija kao oblast kliničke propedevtike, nije toliko različit od načina na koji kritičar posmatra sliku ili drugo umetničko delo.
To je dovelo do zaključka da umesto gomilanja stručnih informacija studentima trebalo pružiti mogućnost šireg obrazovanja u oblasti umetnosti, jer je i medicina na neki način umetnost — umetnost lečenja.
Tako se istraživanjem došlo do zakljućka da razvijanje sposobnosti opažanja kroz likovne radionice može biti od koristi budućim lekarima različitih specijalizacija, posebno oftalmolozima, dermatolozima i radiolozima, odnosno onim granama medicine u kojima dijagnoza i terapija primarno zavise od inspekcije pacijenta (jer likovna umetnost razvija baš te sposobnosti).

## Literatura
- Ruiz, M. (October 18, 2017). In other health care news, Second Lady Karen Pence announces art therapy as her cause. Retrieved on November 28, 2017 at  The Washington Times, LLC
- Malchiodi, C. A. (2005). Expressive therapies. New York: Guilford Publications.
- Malchiodi, C. A. (2013). Art therapy and health care. New York: Guilford Publications
- National Organization for Arts in Health. (2017). Arts, health and well-being in America. San Diego, CA: Author.
- Еуђенио Барба и Никола Саварезе Тајна уметност глумца, Београд 1996.
- Умберто Еко, Историја лепоте, Плато - Београд 2004.

## Spoljašnje veze
- What is Arts in Health? Архивирано на веб-сајту  (17. децембар 2017) — www.artshealthandwellbeing.org.uk (језик: енглески)
- Arts and Health — www.psychologytoday.com (језик: енглески)
- What is Arts in Medicine? Архивирано на веб-сајту  (22. децембар 2017) (језик: енглески)

|  | Molimo Vas, obratite pažnju na važno upozorenje u vezi sa temama iz oblasti medicine (zdravlja). |